# Earth Angel
«Earth Angel (Will You Be Mine?)» (англ. Земний ангел (Чи будеш ти моєю?) — американська пісня, яка у виконанні гурту The Penguins 1954 року увійшла до списку 500 найкращих пісень усіх часів за версією журналу Rolling Stone. 1955 року хітом став кавер цієї ж пісні у виконанні гурту The Crew-Cuts, а 1960 року — у виконанні Джонні Тіллотсона.
Авторство пісні є предметом суперечки між солістом The Penguins Кетрісом Вільямсом і артистами іншого гурту The Turks Дж. Белвіном та Ґ. Годжем.

## Чарти
| Чарт (1954–55)                    | Найвища позиція |
| --------------------------------- | --------------- |
| US Honor Roll of Hits (Billboard) | 5               |

| Чарт (1954–55)                                | Найвища позиція |
| --------------------------------------------- | --------------- |
| US Best Sellers in Stores (Billboard)         | 8               |
| US Best Sellers in Stores (R&B) (Billboard)   | 1               |
| US Most Played in Jukeboxes (R&B) (Billboard) | 1               |
| US Most Played by Jockeys (R&B) (Billboard)   | 1               |

| Чарт (1959)                               | Найвища позиція |
| ----------------------------------------- | --------------- |
| US Bubbling Under the Hot 100 (Billboard) | 6               |

| Чарт (1955)                               | Найвища позиція |
| ----------------------------------------- | --------------- |
| Велика Британія (Official Charts Company) | 4               |
| US Best Sellers in Stores (Billboard)     | 8               |
| US Most Played in Jukeboxes (Billboard)   | 8               |
| US Most Played by Jockeys (Billboard)     | 3               |

| Чарт (1955)                             | Найвища позиція |
| --------------------------------------- | --------------- |
| US Best Sellers in Stores (Billboard)   | 24              |
| US Most Played in Jukeboxes (Billboard) | 19              |

| Чарт (1960)            | Найвища позиція |
| ---------------------- | --------------- |
| US Hot 100 (Billboard) | 57              |

| Чарт (1969)            | Найвища позиція |
| ---------------------- | --------------- |
| US Hot 100 (Billboard) | 42              |

| Чарт (1986)            | Найвища позиція |
| ---------------------- | --------------- |
| US Hot 100 (Billboard) | 21              |